# Campionato del mondo endurance 2022
La stagione 2022 è stata la decima stagione del Campionato del mondo endurance, una serie di corse automobilistiche organizzata dalla Federazione Internazionale dell'Automobile (FIA) e dall'Automobile Club de l'Ouest (ACO). Iniziata il 18 maggio a Sebring, si è conclusa l'11 novembre in Bahrein. Il campionato è aperto sia a prototipi con specifiche LMH e LMP2 che a vetture Gran Turismo con specifiche LMGTE, che sono divisi in quattro classi. Il titolo mondiale viene assegnato al miglior pilota e al miglior costruttore per ogni classe.

## Calendario
Il calendario provvisorio viene annunciato nell'agosto 2021, con sei round con l'anno precedente. Le gare di Sebring e del Fuji sono tornate in programma dopo essere stati cancellati nel 2021 a causa della Pandemia di COVID-19, mentre la sei ore del Bahrain e l'evento a Portimão vengono rimossi dal programma; la 24 Ore di Le Mans torna alla sua tradizionale data di inizio estate, la seconda settimana di giugno.
| Gara | Evento                     | Circuito                      | Sede                          | Data              | Iscritti |
| ---- | -------------------------- | ----------------------------- | ----------------------------- | ----------------- | -------- |
| 1    | 1000 Miglia di Sebring     | Sebring International Raceway | Sebring, Florida, Stati Uniti | 18 marzo 2022     | [ 3 ]    |
| 2    | 6 Ore di Spa-Francorchamps | Circuito di Spa-Francorchamps | Stavelot, Belgio              | 7 maggio 2022     | [ 4 ]    |
| 3    | 24 Ore di Le Mans          | Circuit de la Sarthe          | Le Mans, Francia              | 11-12 giugno 2022 | [ 5 ]    |
| 4    | 6 Ore di Monza             | Autodromo nazionale di Monza  | Monza, Italia                 | 10 luglio 2022    | [ 6 ]    |
| 5    | 6 Ore del Fuji             | Fuji Speedway                 | Oyama, Giappone               | 11 settembre 2022 | [ 7 ]    |
| 6    | 8 Ore del Bahrain          | Circuito di Sakhir            | Sakhir, Bahrein               | 11 novembre 2022  |          |

## Scuderie e piloti

### Classe Hypercar
| Scuderia              | Vettura             | Motore                     | Pneumatici | #   | Piloti             | Gare  |
| --------------------- | ------------------- | -------------------------- | ---------- | --- | ------------------ | ----- |
| Toyota Gazoo Racing   | Toyota GR010 Hybrid | Toyota 3.5 L Turbo V6      | M          | 7   | Mike Conway        | Tutti |
| Toyota Gazoo Racing   | Toyota GR010 Hybrid | Toyota 3.5 L Turbo V6      | M          | 7   | Kamui Kobayashi    | Tutti |
| Toyota Gazoo Racing   | Toyota GR010 Hybrid | Toyota 3.5 L Turbo V6      | M          | 7   | José María López   | Tutti |
| Toyota Gazoo Racing   | Toyota GR010 Hybrid | Toyota 3.5 L Turbo V6      | M          | 8   | Sébastien Buemi    | Tutti |
| Toyota Gazoo Racing   | Toyota GR010 Hybrid | Toyota 3.5 L Turbo V6      | M          | 8   | Brendon Hartley    | Tutti |
| Toyota Gazoo Racing   | Toyota GR010 Hybrid | Toyota 3.5 L Turbo V6      | M          | 8   | Ryō Hirakawa       | Tutti |
| Alpine Elf Matmut     | Alpine A480         | Gibson GL458 4.5 L V8      | M          | 36  | Nicolas Lapierre   | Tutti |
| Alpine Elf Matmut     | Alpine A480         | Gibson GL458 4.5 L V8      | M          | 36  | André Negrão       | Tutti |
| Alpine Elf Matmut     | Alpine A480         | Gibson GL458 4.5 L V8      | M          | 36  | Matthieu Vaxivière | Tutti |
| Peugeot TotalEnergies | Peugeot 9X8         | Peugeot 2.6 L Turbo V6     | M          | 93  | Paul di Resta      | 4-6   |
| Peugeot TotalEnergies | Peugeot 9X8         | Peugeot 2.6 L Turbo V6     | M          | 93  | Jean-Éric Vergne   | 4-6   |
| Peugeot TotalEnergies | Peugeot 9X8         | Peugeot 2.6 L Turbo V6     | M          | 93  | Mikkel Jensen      | 4-6   |
| Peugeot TotalEnergies | Peugeot 9X8         | Peugeot 2.6 L Turbo V6     | M          | 94  | Gustavo Menezes    | 4-6   |
| Peugeot TotalEnergies | Peugeot 9X8         | Peugeot 2.6 L Turbo V6     | M          | 94  | Loïc Duval         | 4-6   |
| Peugeot TotalEnergies | Peugeot 9X8         | Peugeot 2.6 L Turbo V6     | M          | 94  | James Rossiter     | 4-5   |
| Peugeot TotalEnergies | Peugeot 9X8         | Peugeot 2.6 L Turbo V6     | M          | 94  | Nico Müller        | 6     |
| Glickenhaus Racing    | Glickenhaus 007 LMH | Glickenhaus 3.5 L Turbo V8 | M          | 708 | Olivier Pla        | 1-4   |
| Glickenhaus Racing    | Glickenhaus 007 LMH | Glickenhaus 3.5 L Turbo V8 | M          | 708 | Romain Dumas       | 1-4   |
| Glickenhaus Racing    | Glickenhaus 007 LMH | Glickenhaus 3.5 L Turbo V8 | M          | 708 | Ryan Briscoe       | 1     |
| Glickenhaus Racing    | Glickenhaus 007 LMH | Glickenhaus 3.5 L Turbo V8 | M          | 708 | Luis Felipe Derani | 2-4   |
| Glickenhaus Racing    | Glickenhaus 007 LMH | Glickenhaus 3.5 L Turbo V8 | M          | 709 | Ryan Briscoe       | 3     |
| Glickenhaus Racing    | Glickenhaus 007 LMH | Glickenhaus 3.5 L Turbo V8 | M          | 709 | Franck Mailleux    | 3     |
| Glickenhaus Racing    | Glickenhaus 007 LMH | Glickenhaus 3.5 L Turbo V8 | M          | 709 | Richard Westbrook  | 3     |

### Classe LMP2
| Scuderia                  | Vettura  | Pneumatici | #  | Piloti                 | Gare    |
| ------------------------- | -------- | ---------- | -- | ---------------------- | ------- |
| Richard Mille Racing Team | Oreca 07 | G          | 1  | Lilou Wadoux           | Tutti   |
| Richard Mille Racing Team | Oreca 07 | G          | 1  | Charles Milesi         | Tutti   |
| Richard Mille Racing Team | Oreca 07 | G          | 1  | Sébastien Ogier        | 1-3     |
| Richard Mille Racing Team | Oreca 07 | G          | 1  | Paul-Loup Chatin       | 4-6     |
| Team Penske               | Oreca 07 | G          | 5  | Dane Cameron           | 1-3     |
| Team Penske               | Oreca 07 | G          | 5  | Emmanuel Collard       | 1-3     |
| Team Penske               | Oreca 07 | G          | 5  | Felipe Nasr            | 1-3     |
| Prema Orlen Team          | Oreca 07 | G          | 9  | Robert Kubica          | Tutti   |
| Prema Orlen Team          | Oreca 07 | G          | 9  | Louis Delétraz         | Tutti   |
| Prema Orlen Team          | Oreca 07 | G          | 9  | Lorenzo Colombo        | Tutti   |
| Vector Sport              | Oreca 07 | G          | 10 | Nico Müller            | 1-4     |
| Vector Sport              | Oreca 07 | G          | 10 | Renger van der Zande   | 5-6     |
| Vector Sport              | Oreca 07 | G          | 10 | Sébastien Bourdais     | 2-6     |
| Vector Sport              | Oreca 07 | G          | 10 | Mike Rockenfeller      | 1       |
| Vector Sport              | Oreca 07 | G          | 10 | Ryan Cullen            | Tutti   |
| United Autosports         | Oreca 07 | G          | 22 | Filipe Albuquerque     | Tutti   |
| United Autosports         | Oreca 07 | G          | 22 | Philip Hanson          | 1-      |
| United Autosports         | Oreca 07 | G          | 22 | Will Owen              | Tutti   |
| United Autosports         | Oreca 07 | G          | 23 | Alex Lynn              | 2-6     |
| United Autosports         | Oreca 07 | G          | 23 | Paul di Resta          | 1       |
| United Autosports         | Oreca 07 | G          | 23 | Oliver Jarvis          | Tutti   |
| United Autosports         | Oreca 07 | G          | 23 | Josh Pierson           | Tutti   |
| Jota Sport                | Oreca 07 | G          | 28 | Jonathan Aberdein      | Tutti   |
| Jota Sport                | Oreca 07 | G          | 28 | Ed Jones               | Tutti   |
| Jota Sport                | Oreca 07 | G          | 28 | Oliver Rasmussen       | Tutti   |
| Jota Sport                | Oreca 07 | G          | 38 | António Félix da Costa | Tutti   |
| Jota Sport                | Oreca 07 | G          | 38 | Roberto González       | Tutti   |
| Jota Sport                | Oreca 07 | G          | 38 | Will Stevens           | Tutti   |
| Team WRT                  | Oreca 07 | G          | 31 | Sean Gelael            | Tutti   |
| Team WRT                  | Oreca 07 | G          | 31 | René Rast              | 1-4, 6  |
| Team WRT                  | Oreca 07 | G          | 31 | Dries Vanthoor         | 5       |
| Team WRT                  | Oreca 07 | G          | 31 | Robin Frijns           | Tutti   |
| Team WRT                  | Oreca 07 | G          | 32 | Mirko Bortolotti       | 3       |
| Team WRT                  | Oreca 07 | G          | 32 | Rolf Ineichen          | 3       |
| Team WRT                  | Oreca 07 | G          | 32 | Dries Vanthoor         | 3       |
| RealTeam by WRT           | Oreca 07 | G          | 41 | Rui Andrade            | Tutti   |
| RealTeam by WRT           | Oreca 07 | G          | 41 | Ferdinand Habsburg     | Tutti   |
| RealTeam by WRT           | Oreca 07 | G          | 41 | Norman Nato            | Tutti   |
| Inter Europol Competition | Oreca 07 | G          | 34 | Alex Brundle           | 2-6     |
| Inter Europol Competition | Oreca 07 | G          | 34 | Jakub Śmiechowski      | Tutti   |
| Inter Europol Competition | Oreca 07 | G          | 34 | Esteban Gutiérrez      | Tutti   |
| Inter Europol Competition | Oreca 07 | G          | 34 | Fabio Scherer          | 1       |
| Ultimate                  | Oreca 07 | G          | 35 | François Heriau        | Tutti   |
| Ultimate                  | Oreca 07 | G          | 35 | Jean-Baptiste Lahaye   | Tutti   |
| Ultimate                  | Oreca 07 | G          | 35 | Matthieu Lahaye        | Tutti   |
| ARC Bratislava            | Oreca 07 | G          | 44 | Tijmen van der Helm    | 1-2, 4  |
| ARC Bratislava            | Oreca 07 | G          | 44 | Miroslav Konopka       | 1-4, 6  |
| ARC Bratislava            | Oreca 07 | G          | 44 | Mathias Beche          | 1, 4, 6 |
| ARC Bratislava            | Oreca 07 | G          | 44 | Bent Viscaal           | 2,3     |
| ARC Bratislava            | Oreca 07 | G          | 44 | Richard Bradley        | 6       |
| Algarve Pro Racing        | Aurus 01 | G          | 26 | James Allen            | Tutti   |
| Algarve Pro Racing        | Aurus 01 | G          | 26 | René Binder            | Tutti   |
| Algarve Pro Racing        | Aurus 01 | G          | 26 | Steven Thomas          | Tutti   |
| AF Corse                  | Oreca 07 | G          | 83 | Nicklas Nielsen        | Tutti   |
| AF Corse                  | Oreca 07 | G          | 83 | François Perrodo       | Tutti   |
| AF Corse                  | Oreca 07 | G          | 83 | Alessio Rovera         | Tutti   |

- Il team G-Drive Racing doveva partecipare al campionato con la vettura numero 26 guidata da James Allen, René Binder e Daniil Kvyat[59]. Ma a causa del restrizioni del FIA[60] dovute alla guerra iniziata dalla Russia contro l'ucraina, il team decide di non partecipare[61]. In seguito viene sostituita dal team portoghese Algarve Pro Racing[55].

### Classe LMGTE Pro
| Scuderia        | Vettura                 | Motore                        | Pneumatici | #  | Piloti                | Gare   |
| --------------- | ----------------------- | ----------------------------- | ---------- | -- | --------------------- | ------ |
| Corvette Racing | Chevrolet Corvette C8.R | Chevrolet 5.5 L V8            | M          | 64 | Tommy Milner          | Tutte  |
| Corvette Racing | Chevrolet Corvette C8.R | Chevrolet 5.5 L V8            | M          | 64 | Nick Tandy            | Tutte  |
| Corvette Racing | Chevrolet Corvette C8.R | Chevrolet 5.5 L V8            | M          | 64 | Alexander Sims        | 3      |
| AF Corse        | Ferrari 488 GTE Evo     | Ferrari F154CB 3.9 L Turbo V8 | M          | 51 | Alessandro Pier Guidi | Tutte  |
| AF Corse        | Ferrari 488 GTE Evo     | Ferrari F154CB 3.9 L Turbo V8 | M          | 51 | James Calado          | Tutte  |
| AF Corse        | Ferrari 488 GTE Evo     | Ferrari F154CB 3.9 L Turbo V8 | M          | 51 | Daniel Serra          | 3      |
| AF Corse        | Ferrari 488 GTE Evo     | Ferrari F154CB 3.9 L Turbo V8 | M          | 52 | Miguel Molina         | Tutte  |
| AF Corse        | Ferrari 488 GTE Evo     | Ferrari F154CB 3.9 L Turbo V8 | M          | 52 | Antonio Fuoco         | Tutte  |
| AF Corse        | Ferrari 488 GTE Evo     | Ferrari F154CB 3.9 L Turbo V8 | M          | 52 | Davide Rigon          | 3      |
| Porsche GT Team | Porsche 911 RSR-19      | Porsche 4.2 L Flat-6          | M          | 91 | Gianmaria Bruni       | Tutte  |
| Porsche GT Team | Porsche 911 RSR-19      | Porsche 4.2 L Flat-6          | M          | 91 | Richard Lietz         | 1-3, 6 |
| Porsche GT Team | Porsche 911 RSR-19      | Porsche 4.2 L Flat-6          | M          | 91 | Frédéric Makowiecki   | 3-4    |
| Porsche GT Team | Porsche 911 RSR-19      | Porsche 4.2 L Flat-6          | M          | 92 | Michael Christensen   | Tutte  |
| Porsche GT Team | Porsche 911 RSR-19      | Porsche 4.2 L Flat-6          | M          | 92 | Kévin Estre           | Tutte  |
| Porsche GT Team | Porsche 911 RSR-19      | Porsche 4.2 L Flat-6          | M          | 92 | Laurens Vanthoor      | 3      |

### Classe LMGTE Am
| Scuderia              | Vettura                  | Motore                        | Pneumatici | #   | Piloti                | Gare |
| --------------------- | ------------------------ | ----------------------------- | ---------- | --- | --------------------- | ---- |
| AF Corse              | Ferrari 488 GTE Evo      | Ferrari F154CB 3.9 L Turbo V8 | M          | 21  | Simon Mann            | 1-   |
| AF Corse              | Ferrari 488 GTE Evo      | Ferrari F154CB 3.9 L Turbo V8 | M          | 21  | Christoph Ulrich      | 1-   |
| AF Corse              | Ferrari 488 GTE Evo      | Ferrari F154CB 3.9 L Turbo V8 | M          | 21  | Toni Vilander         | 1-   |
| AF Corse              | Ferrari 488 GTE Evo      | Ferrari F154CB 3.9 L Turbo V8 | M          | 54  | Nick Cassidy          | 1-4  |
| AF Corse              | Ferrari 488 GTE Evo      | Ferrari F154CB 3.9 L Turbo V8 | M          | 54  | Davide Rigon          | 5    |
| AF Corse              | Ferrari 488 GTE Evo      | Ferrari F154CB 3.9 L Turbo V8 | M          | 54  | Francesco Castellacci | 1-   |
| AF Corse              | Ferrari 488 GTE Evo      | Ferrari F154CB 3.9 L Turbo V8 | M          | 54  | Thomas Flohr          | 1-   |
| Spirit of Race        | Ferrari 488 GTE Evo      | Ferrari F154CB 3.9 L Turbo V8 | M          | 71  | Franck Dezoteux       | 1-   |
| Spirit of Race        | Ferrari 488 GTE Evo      | Ferrari F154CB 3.9 L Turbo V8 | M          | 71  | Pierre Ragues         | 1-   |
| Spirit of Race        | Ferrari 488 GTE Evo      | Ferrari F154CB 3.9 L Turbo V8 | M          | 71  | Gabriel Aubry         | 1-   |
| TF Sport              | Aston Martin Vantage AMR | Aston Martin 4.0 L Turbo V8   | M          | 33  | Ben Keating           | 1-   |
| TF Sport              | Aston Martin Vantage AMR | Aston Martin 4.0 L Turbo V8   | M          | 33  | Marco Sørensen        | 1-   |
| TF Sport              | Aston Martin Vantage AMR | Aston Martin 4.0 L Turbo V8   | M          | 33  | Florian Latorre       | 1    |
| TF Sport              | Aston Martin Vantage AMR | Aston Martin 4.0 L Turbo V8   | M          | 33  | Henrique Chaves       | 2    |
| D'Station Racing      | Aston Martin Vantage AMR | Aston Martin 4.0 L Turbo V8   | M          | 777 | Satoshi Hoshino       | 1-   |
| D'Station Racing      | Aston Martin Vantage AMR | Aston Martin 4.0 L Turbo V8   | M          | 777 | Tomonobu Fujii        | 1-   |
| D'Station Racing      | Aston Martin Vantage AMR | Aston Martin 4.0 L Turbo V8   | M          | 777 | Charlie Fagg          | 1-   |
| Team Project 1        | Porsche 911 RSR-19       | Porsche 4.2 L Flat-6          | M          | 46  | Matteo Cairoli        | 1-   |
| Team Project 1        | Porsche 911 RSR-19       | Porsche 4.2 L Flat-6          | M          | 46  | Mikkel Pedersen       | 1-   |
| Team Project 1        | Porsche 911 RSR-19       | Porsche 4.2 L Flat-6          | M          | 46  | Nicolas Leutwiler     | 1-   |
| Team Project 1        | Porsche 911 RSR-19       | Porsche 4.2 L Flat-6          | M          | 56  | Ben Barnicoat         | 1-   |
| Team Project 1        | Porsche 911 RSR-19       | Porsche 4.2 L Flat-6          | M          | 56  | Brendan Iribe         | 1-   |
| Team Project 1        | Porsche 911 RSR-19       | Porsche 4.2 L Flat-6          | M          | 56  | Ollie Millroy         | 1-   |
| Iron Lynx             | Ferrari 488 GTE Evo      | Ferrari F154CB 3.9 L Turbo V8 | M          | 60  | Claudio Schiavoni     | 1-   |
| Iron Lynx             | Ferrari 488 GTE Evo      | Ferrari F154CB 3.9 L Turbo V8 | M          | 60  | Giancarlo Fisichella  | 1-   |
| Iron Lynx             | Ferrari 488 GTE Evo      | Ferrari F154CB 3.9 L Turbo V8 | M          | 60  | Matteo Cressoni       | 1-   |
| Iron Dames            | Ferrari 488 GTE Evo      | Ferrari F154CB 3.9 L Turbo V8 | M          | 85  | Rahel Frey            | 1-   |
| Iron Dames            | Ferrari 488 GTE Evo      | Ferrari F154CB 3.9 L Turbo V8 | M          | 85  | Michelle Gatting      | 1    |
| Iron Dames            | Ferrari 488 GTE Evo      | Ferrari F154CB 3.9 L Turbo V8 | M          | 85  | Sarah Bovy            | 1    |
| Iron Dames            | Ferrari 488 GTE Evo      | Ferrari F154CB 3.9 L Turbo V8 | M          | 85  | Christina Nielsen     | 2    |
| Iron Dames            | Ferrari 488 GTE Evo      | Ferrari F154CB 3.9 L Turbo V8 | M          | 85  | Doriane Pin           | 2    |
| Dempsey-Proton Racing | Porsche 911 RSR-19       | Porsche 4.2 L Flat-6          | M          | 77  | Christian Ried        | 1-   |
| Dempsey-Proton Racing | Porsche 911 RSR-19       | Porsche 4.2 L Flat-6          | M          | 77  | Sebastian Priaulx     | 1-   |
| Dempsey-Proton Racing | Porsche 911 RSR-19       | Porsche 4.2 L Flat-6          | M          | 77  | Harry Tincknell       | 1-   |
| Dempsey-Proton Racing | Porsche 911 RSR-19       | Porsche 4.2 L Flat-6          | M          | 88  | Julien Andlauer       | 1    |
| Dempsey-Proton Racing | Porsche 911 RSR-19       | Porsche 4.2 L Flat-6          | M          | 88  | Jan Heylen            | 2    |
| Dempsey-Proton Racing | Porsche 911 RSR-19       | Porsche 4.2 L Flat-6          | M          | 88  | Fred Poordad          | 1-   |
| Dempsey-Proton Racing | Porsche 911 RSR-19       | Porsche 4.2 L Flat-6          | M          | 88  | Patrick Lindsey       | 1-   |
| GR Racing             | Porsche 911 RSR-19       | Porsche 4.2 L Flat-6          | M          | 86  | Ben Barker            | 2    |
| GR Racing             | Porsche 911 RSR-19       | Porsche 4.2 L Flat-6          | M          | 86  | Riccardo Pera         | 2    |
| GR Racing             | Porsche 911 RSR-19       | Porsche 4.2 L Flat-6          | M          | 86  | Michael Wainwright    | 2    |
| Northwest AMR         | Aston Martin Vantage AMR | Aston Martin 4.0 L Turbo V8   | M          | 98  | Paul Dalla Lana       | 1-   |
| Northwest AMR         | Aston Martin Vantage AMR | Aston Martin 4.0 L Turbo V8   | M          | 98  | David Pittard         | 1-   |
| Northwest AMR         | Aston Martin Vantage AMR | Aston Martin 4.0 L Turbo V8   | M          | 98  | Nicki Thiim           | 1-   |

## Risultati e classifiche

### Risultati
| Gara | Evento                     | Circuito                      | Vincitori Hypercar                               | Vincitori LMP2                                       | Vincitori LMP2 Pro-Am                           | Vincitori LMGTE Pro                               | Vincitori LMGTE Am                                  | Resoconto |
| ---- | -------------------------- | ----------------------------- | ------------------------------------------------ | ---------------------------------------------------- | ----------------------------------------------- | ------------------------------------------------- | --------------------------------------------------- | --------- |
| 1    | 1000 Miglia di Sebring     | Sebring International Raceway | #36 Alpine Elf Matmut                            | #23 United Autosports USA                            | #83 AF Corse                                    | #92 Team Porsche GT                               | #98 Northwest AMR                                   | Resoconto |
| 1    | 1000 Miglia di Sebring     | Sebring International Raceway | Nicolas Lapierre André Negrão Matthieu Vaxivière | Josh Pierson Paul di Resta Oliver Jarvis             | Nicklas Nielsen François Perrodo Alessio Rovera | Kévin Estre Michael Christensen                   | Paul Dalla Lana David Pittard Nicki Thiim           | Resoconto |
| 2    | 6 Ore di Spa-Francorchamps | Circuito di Spa-Francorchamps | #7 Toyota Gazoo Racing                           | #31 Team WRT                                         | #83 AF Corse                                    | #51 AF Corse                                      | #77 NoDempsey-Proton Racing                         | Resoconto |
| 2    | 6 Ore di Spa-Francorchamps | Circuito di Spa-Francorchamps | Mike Conway Kamui Kobayashi José María López     | Sean Gelael René Rast Robin Frijns                   | Nicklas Nielsen François Perrodo Alessio Rovera | Alessandro Pier Guidi James Calado                | Christian Ried Sebastian Priaulx Harry Tincknell    | Resoconto |
| 3    | 24 Ore di Le Mans          | Circuit de la Sarthe          | #8 Toyota Gazoo Racing                           | #38 Jota                                             | #5 Algarve Pro Racing                           | #91 Porsche GT Team                               | #33 TF Sport                                        | Resoconto |
| 3    | 24 Ore di Le Mans          | Circuit de la Sarthe          | Sébastien Buemi Brendon Hartley Ryō Hirakawa     | António Félix da Costa Roberto González Will Stevens | James Allen René Binder Steven Thomas           | Gianmaria Bruni Richard Lietz Frédéric Makowiecki | Ben Keating Henrique Chaves Marco Sørensen          | Resoconto |
| 4    | 6 Ore di Monza             | Autodromo nazionale di Monza  | #36 Alpine Elf Matmut                            | #41 RealTeam by WRT                                  | #45 Algarve Pro Racing                          | #64 Corvette Racing                               | #77 Dempsey-Proton Racing                           | Resoconto |
| 4    | 6 Ore di Monza             | Autodromo nazionale di Monza  | Nicolas Lapierre André Negrão Matthieu Vaxivière | Rui Andrade Norman Nato Ferdinand Habsburg           | James Allen René Binder Steven Thomas           | Tommy Milner Nick Tandy                           | Sebastian Priaulx Christian Ried Harry Tincknell    | Resoconto |
| 5    | 6 Ore del Fuji             | Circuito del Fuji             | #8 Toyota Gazoo Racing                           | #31 Team WRT                                         | #83 AF Corse                                    | #51 AF Corse                                      | #33 TF Sport                                        | Resoconto |
| 5    | 6 Ore del Fuji             | Circuito del Fuji             | Sébastien Buemi Brendon Hartley Ryō Hirakawa     | Sean Gelael Dries Vanthoor Robin Frijns              | Nicklas Nielsen François Perrodo Alessio Rovera | James Calado Alessandro Pier Guidi                | Ben Keating Henrique Chaves Marco Sørensen          | Resoconto |
| 6    | 8 Ore del Bahrain          | Bahrain International Circuit | #7 Toyota Gazoo Racing                           | #31 Team WRT                                         | #83 AF Corse                                    | #52 AF Corse                                      | #46 Team Project 1                                  | Resoconto |
| 6    | 8 Ore del Bahrain          | Bahrain International Circuit | Mike Conway Kamui Kobayashi José María López     | Sean Gelael René Rast Robin Frijns                   | Nicklas Nielsen François Perrodo Alessio Rovera | Miguel Molina Antonio Fuoco                       | Matteo Cairoli Nicolas Leutwiler Mikkel O. Pedersen | Resoconto |

### Classifica Piloti
| Durata | 1º | 2º | 3º | 4º | 5º | 6º | 7º | 8º | 9º | 10º | Altri | Pole |
| ------ | -- | -- | -- | -- | -- | -- | -- | -- | -- | --- | ----- | ---- |
| 6 Ore  | 25 | 18 | 15 | 12 | 10 | 8  | 6  | 4  | 2  | 1   | 0.5   | 1    |
| 8 Ore  | 38 | 27 | 23 | 18 | 15 | 12 | 9  | 6  | 3  | 2   | 1     | 1    |
| 24 Ore | 50 | 36 | 30 | 24 | 20 | 16 | 12 | 8  | 4  | 2   | 1     | 1    |

#### Classifica Hypercar
| Pos. | Pilota             | Team                  | SEB | SPA | LMS | MNZ | FUJ | BHR | Punti |
| ---- | ------------------ | --------------------- | --- | --- | --- | --- | --- | --- | ----- |
| 1    | Brendon Hartley    | Toyota Gazoo Racing   | 2   | Rit | 1   | 2   | 1   | 2   | 149   |
| 1    | Ryō Hirakawa       | Toyota Gazoo Racing   | 2   | Rit | 1   | 2   | 1   | 2   | 149   |
| 1    | Sébastien Buemi    | Toyota Gazoo Racing   | 2   | Rit | 1   | 2   | 1   | 2   | 149   |
| 2    | André Negrão       | Alpine Elf Team       | 1   | 2   | 4   | 1   | 3   | 3   | 144   |
| 2    | Matthieu Vaxivière | Alpine Elf Team       | 1   | 2   | 4   | 1   | 3   | 3   | 144   |
| 2    | Nicolas Lapierre   | Alpine Elf Team       | 1   | 2   | 4   | 1   | 3   | 3   | 144   |
| 3    | José María López   | Toyota Gazoo Racing   | Rit | 1   | 2   | 3   | 2   | 1   | 133   |
| 3    | Kamui Kobayashi    | Toyota Gazoo Racing   | Rit | 1   | 2   | 3   | 2   | 1   | 133   |
| 3    | Mike Conway        | Toyota Gazoo Racing   | Rit | 1   | 2   | 3   | 2   | 1   | 133   |
| 4    | Olivier Pla        | Glickenhaus Racing    | 3   | 3   | 3   | Rit |     |     | 70    |
| 4    | Romain Dumas       | Glickenhaus Racing    | 3   | 3   | 3   | Rit |     |     | 70    |
| 5    | Luis Felipe Derani | Glickenhaus Racing    |     | 3   | 3   | Rit |     |     | 47    |
| 6    | Gustavo Menezes    | Peugeot TotalEnergies |     |     |     | 4   | 5   | 4   | 40    |
| 6    | Loïc Duval         | Peugeot TotalEnergies |     |     |     | 4   | 5   | 4   | 40    |
| 7    | Ryan Briscoe       | Glickenhaus Racing    | 3   |     |     |     |     |     | 23    |
| 8    | James Rossiter     | Peugeot TotalEnergies |     |     |     | 4   | 5   |     | 22    |
| 9    | Nico Müller        | Peugeot TotalEnergies |     |     |     |     |     | 4   | 18    |
| 10   | Paul di Resta      | Peugeot TotalEnergies |     |     |     | Rit | 4   | Rit | 12    |
| 10   | Jean-Éric Vergne   | Peugeot TotalEnergies |     |     |     | Rit | 4   | Rit | 12    |
| 10   | Mikkel Jensen      | Peugeot TotalEnergies |     |     |     | Rit | 4   | Rit | 12    |
| Pos. | Pilota             | Team                  | SEB | SPA | LMS | MNZ | FUJ | BHR | Punti |

#### Classifica LMP2
| Pos. | Pilota                 | Team                      | SEB | SPA | LMS | MNZ | FUJ | BHR | Punti |
| ---- | ---------------------- | ------------------------- | --- | --- | --- | --- | --- | --- | ----- |
| 1    | Antonio Felix da Costa | Jota                      | 6   | 3   | 1   | 2   | 2   | 3   | 137   |
| 1    | Roberto González       | Jota                      | 6   | 3   | 1   | 2   | 2   | 3   | 137   |
| 1    | Will Stevens           | Jota                      | 6   | 3   | 1   | 2   | 2   | 3   | 137   |
| 2    | Robin Frijns           | WRT                       | 2   | 1   | Rit | 12  | 1   | 1   | 116   |
| 2    | Sean Gelael            | WRT                       | 2   | 1   | Rit | 12  | 1   | 1   | 116   |
| 3    | Joshua Pierson         | United Autosports USA     | 1   | 6   | 5   | 5   | 5   | 2   | 113   |
| 3    | Oliver Jarvis          | United Autosports USA     | 1   | 6   | 5   | 5   | 5   | 2   | 113   |
| 4    | Ferdinand Habsburg     | RealTeam by WRT           | 3   | 2   | 9   | 1   | 4   | 5   | 96    |
| 4    | Norman Nato            | RealTeam by WRT           | 3   | 2   | 9   | 1   | 4   | 5   | 96    |
| 4    | Rui Andrade            | RealTeam by WRT           | 3   | 2   | 9   | 1   | 4   | 5   | 96    |
| 5    | Lorenzo Colombo        | Prema Orlen Team          | 4   | 7   | 2   | 6   | 6   | 4   | 94    |
| 5    | Louis Delétraz         | Prema Orlen Team          | 4   | 7   | 2   | 6   | 6   | 4   | 94    |
| 5    | Robert Kubica          | Prema Orlen Team          | 4   | 7   | 2   | 6   | 6   | 4   | 94    |
| 6    | René Rast              | WRT                       | 2   | 1   | Rit | 12  |     | 1   | 91    |
| 7    | Alex Lynn              | United Autosports USA     |     | 6   | 5   | 5   | 5   | 2   | 75    |
| 8    | Edward Jones           | Jota                      | 5   | Rit | 3   | 10  | 3   | 7   | 70    |
| 8    | Jonathan Aberdein      | Jota                      | 5   | Rit | 3   | 10  | 3   | 7   | 70    |
| 8    | Oliver Rasmussen       | Jota                      | 5   | Rit | 3   | 10  | 3   | 7   | 70    |
| 9    | Filipe Albuquerque     | United Autosports USA     | 7   | 5   | 7   | 13  | 7   | 6   | 50    |
| 9    | Philip Hanson          | United Autosports USA     | 7   | 5   | 7   | 13  | 7   | 6   | 50    |
| 9    | Will Owen              | United Autosports USA     | 7   | 5   | 7   | 13  | 7   | 6   | 50    |
| 10   | Dane Cameron           | Team Penske               | 8   | 4   | 4   |     |     |     | 42    |
| 10   | Emmanuel Collard       | Team Penske               | 8   | 4   | 4   |     |     |     | 42    |
| 10   | Felipe Nasr            | Team Penske               | 8   | 4   | 4   |     |     |     | 42    |
| 11   | Paul di Resta          | United Autosports USA     | 1   |     |     |     |     |     | 38    |
| 12   | Charles Milesi         | Richard Mille Racing Team | 12  | 8   | 6   | Rit | 8   | 8   | 30    |
| 12   | Lilou Wadoux           | Richard Mille Racing Team | 12  | 8   | 6   | Rit | 8   | 8   | 30    |
| 13   | Dries Vanthoor         | WRT                       |     |     |     |     | 1   |     | 25    |
| 14   | Ryan Cullen            | Vector Sport              | NC  | 10  | 13  | 3   | 9   | 9   | 21    |
| 14   | Sébastien Bourdais     | Vector Sport              |     | 10  | 13  | 3   | 9   | 9   | 21    |
| 15   | Esteban Gutiérrez      | Inter Europol Competition | NC  | 14  | 8   | 4   | 11  | NC  | 20    |
| 15   | Jakub Śmiechowski      | Inter Europol Competition | NC  | 14  | 8   | 4   | 11  | NC  | 20    |
| 15   | Alex Brundle           | Inter Europol Competition |     | 14  | 8   | 4   | 11  | NC  | 20    |
| 16   | Sébastien Ogier        | Richard Mille Racing Team | 12  | 8   | 6   |     |     |     | 20    |
| 17   | Nico Müller            | Vector Sport              | NC  | 10  | 13  | 3   |     |     | 16    |
| 18   | Alessio Rovera         | AF Corse                  | 9   | 9   | 11  | 9   | 10  | 10  | 12    |
| 18   | François Perrodo       | AF Corse                  | 9   | 9   | 11  | 9   | 10  | 10  | 12    |
| 18   | Nicklas Nielsen        | AF Corse                  | 9   | 9   | 11  | 9   | 10  | 10  | 12    |
| 19   | René Binder            | Algarve Pro Racing        | 11  | 11  | 9   | 7   | 13  | 12  | 10    |
| 19   | Steven Thomas          | Algarve Pro Racing        | 11  | 11  | 9   | 7   | 13  | 12  | 10    |
| 19   | James Allen            | Algarve Pro Racing        | 11  | 11  | 9   | 7   | 13  | 12  | 10    |
| 20   | Paul-Loup Chatin       | Richard Mille Racing Team |     |     |     | Rit | 8   | 8   | 10    |
| 21   | François Heriau        | Ultimate                  | 10  | 12  | 14  | 8   | 12  | 11  | 6     |
| 21   | Jean-Baptiste Lahaye   | Ultimate                  | 10  | 12  | 14  | 8   | 12  | 11  | 6     |
| 21   | Matthieu Lahaye        | Ultimate                  | 10  | 12  | 14  | 8   | 12  | 11  | 6     |
| 22   | Renger van der Zande   | Vector Sport              |     |     |     |     | 9   | 9   | 5     |
| 23   | Miroslav Konôpka       | ARC Bratislava            | 13  | Rit | 12  | 11  |     | 13  | 0     |
| 24   | Tijmen van der Helm    | ARC Bratislava            | 13  | Rit |     | 11  |     |     | 0     |
| 25   | Mathias Beche          | ARC Bratislava            | 13  |     |     | 11  |     | 13  | 0     |
| 26   | Bent Viscaal           | ARC Bratislava            |     | Rit | 12  |     |     |     | 0     |
| 27   | Tristan Vautier        | ARC Bratislava            |     |     | 12  |     |     |     | 0     |
| 28   | Richard Bradley        | ARC Bratislava            |     |     |     |     |     | 13  | 0     |
| 29   | Fabio Scherer          | Inter Europol Competition | NC  |     |     |     |     |     | 0     |
| 30   | Mike Rockenfeller      | Vector Sport              | NC  |     |     |     |     |     | 0     |
| Pos. | Pilota                 | Team                      | SEB | SPA | LMS | MNZ | FUJ | BHR | Punti |

#### Classifica LMP2 Pro/Am
| Pos. | Pilota               | Team               | SEB | SPA | LMS | MNZ | FUJ | BHR | Punti |
| ---- | -------------------- | ------------------ | --- | --- | --- | --- | --- | --- | ----- |
| 1    | Alessio Rovera       | AF Corse           | 1   | 1   | 2   | 3   | 1   | 1   | 177   |
| 1    | François Perrodo     | AF Corse           | 1   | 1   | 2   | 3   | 1   | 1   | 177   |
| 1    | Nicklas Nielsen      | AF Corse           | 1   | 1   | 2   | 3   | 1   | 1   | 177   |
| 2    | James Allen          | Algarve Pro Racing | 3   | 2   | 1   | 1   | 3   | 3   | 154   |
| 2    | René Binder          | Algarve Pro Racing | 3   | 2   | 1   | 1   | 3   | 3   | 154   |
| 2    | Steven Thomas        | Algarve Pro Racing | 3   | 2   | 1   | 1   | 3   | 3   | 154   |
| 3    | François Heriau      | Ultimate           | 2   | 3   | 4   | 2   | 2   | 2   | 129   |
| 3    | Jean-Baptiste Lahaye | Ultimate           | 2   | 3   | 4   | 2   | 2   | 2   | 129   |
| 3    | Matthieu Lahaye      | Ultimate           | 2   | 3   | 4   | 2   | 2   | 2   | 129   |
| 4    | Miroslav Konôpka     | ARC Bratislava     | 4   | Rit | 3   | 4   |     | 4   | 78    |
| 5    | Mathias Beche        | ARC Bratislava     | 4   |     |     | 4   |     | 4   | 48    |
| 6    | Bent Viscaal         | ARC Bratislava     |     | Rit | 3   |     |     |     | 30    |
| 6    | Tristan Vautier      | ARC Bratislava     |     |     | 3   |     |     |     | 30    |
| 7    | Tijmen van der Helm  | ARC Bratislava     | 4   | Rit |     | 4   |     |     | 30    |
| 8    | Richard Bradley      | ARC Bratislava     |     |     |     |     |     | 4   | 18    |
| Pos. | Pilota               | Team               | SEB | SPA | LMS | MNZ | FUJ | BHR | Punti |

#### Classifica LMGTE Pro
| Pos. | Pilota                | Team            | SEB | SPA | LMS | MNZ | FUJ | BHR | Punti |
| ---- | --------------------- | --------------- | --- | --- | --- | --- | --- | --- | ----- |
| 1    | Alessandro Pier Guidi | AF Corse        | 4   | 1   | 2   | 3   | 1   | 5   | 135   |
| 1    | James Calado          | AF Corse        | 4   | 1   | 2   | 3   | 1   | 5   | 135   |
| 2    | Kévin Estre           | Porsche GT Team | 1   | 2   | 4   | 4   | 3   | 3   | 132   |
| 2    | Michael Christensen   | Porsche GT Team | 1   | 2   | 4   | 4   | 3   | 3   | 132   |
| 3    | Antonio Fuoco         | AF Corse        | 5   | 3   | 3   | 2   | 2   | 1   | 131   |
| 3    | Miguel Molina         | AF Corse        | 5   | 3   | 3   | 2   | 2   | 1   | 131   |
| 4    | Gianmaria Bruni       | Porsche GT Team | 3   | 5   | 1   | 5   | 4   | 4   | 125   |
| 5    | Richard Lietz         | Porsche GT Team | 3   | 5   | 1   |     | 4   | 4   | 115   |
| 6    | Nick Tandy            | Corvette Racing | 2   | 4   | Rit | 1   | 5   | 2   | 102   |
| 6    | Tommy Milner          | Corvette Racing | 2   | 4   | Rit | 1   | 5   | 2   | 102   |
| 7    | Frédéric Makowiecki   | Porsche GT Team |     |     | 1   | 5   |     |     | 60    |
| 8    | Daniel Serra          | AF Corse        |     |     | 2   |     |     |     | 36    |
| 9    | Davide Rigon          | AF Corse        |     |     | 3   |     |     |     | 30    |
| 10   | Laurens Vanthoor      | Porsche GT Team |     |     | 4   |     |     |     | 24    |
| 11   | Alexander Sims        | Corvette Racing |     |     | Rit |     |     |     | 0     |
| Pos. | Pilota                | Team            | SEB | SPA | LMS | MNZ | FUJ | BHR | Punti |

#### Classifica LMGTE Am
| Pos. | Pilota                | Team                  | SEB | SPA | LMS | MNZ | FUJ | BHR | Punti |
| ---- | --------------------- | --------------------- | --- | --- | --- | --- | --- | --- | ----- |
| 1    | Ben Keating           | TF Sport              | 2   | 2   | 1   | Rit | 1   | 4   | 141   |
| 1    | Marco Sørensen        | TF Sport              | 2   | 2   | 1   | Rit | 1   | 4   | 141   |
| 2    | David Pittard         | Northwest AMR         | 1   | 3   | 2   | 8   | 5   | 5   | 118   |
| 2    | Nicki Thiim           | Northwest AMR         | 1   | 3   | 2   | 8   | 5   | 5   | 118   |
| 2    | Paul Dalla Lana       | Northwest AMR         | 1   | 3   | 2   | 8   | 5   | 5   | 118   |
| 3    | Henrique Chaves       | TF Sport              |     | 2   | 1   | Rit | 1   | 4   | 113   |
| 4    | Rahel Frey            | Iron Dames            | 5   | 10  | 6   | 2   | 2   | 3   | 93    |
| 5    | Michelle Gatting      | Iron Dames            | 5   |     | 6   | 2   | 2   | 3   | 92    |
| 5    | Sarah Bovy            | Iron Dames            | 5   |     | 6   | 2   | 2   | 3   | 92    |
| 6    | Christian Ried        | Dempsey-Proton Racing | 4   | 1   | 8   | 1   | Rit | 8   | 83    |
| 6    | Harry Tincknell       | Dempsey-Proton Racing | 4   | 1   | 8   | 1   | Rit | 8   | 83    |
| 6    | Sebastian Priaulx     | Dempsey-Proton Racing | 4   | 1   | 8   | 1   | Rit | 8   | 83    |
| 7    | Matteo Cairoli        | Team Project 1        | Rit | 5   | Rit | 3   | 6   | 1   | 71    |
| 7    | Mikkel O. Pedersen    | Team Project 1        | Rit | 5   | Rit | 3   | 6   | 1   | 71    |
| 7    | Nicolas Leutwiler     | Team Project 1        | Rit | 5   | Rit | 3   | 6   | 1   | 71    |
| 8    | Francesco Castellacci | AF Corse              | 9   | 4   | 5   | 9   | 4   | 7   | 58    |
| 8    | Thomas Flohr          | AF Corse              | 9   | 4   | 5   | 9   | 4   | 7   | 58    |
| 9    | Ben Barnicoat         | Team Project 1        | 3   | 13  | Rit | 10  | 8   | 2   | 55    |
| 10   | Ben Barker            | GR Racing             |     | 6   | 3   | 12  | 12  | 6   | 50    |
| 10   | Riccardo Pera         | GR Racing             |     | 6   | 3   | 12  | 12  | 6   | 50    |
| 10   | Michael Wainwright    | GR Racing             |     | 6   | 3   | 12  | 12  | 6   | 50    |
| 11   | Nick Cassidy          | AF Corse              | 9   | 4   | 5   | 9   |     | 7   | 46    |
| 12   | Fred Poordad          | Dempsey-Proton Racing | 10  | 9   | 4   | 6   | 9   | 12  | 38    |
| 13   | Jan Heylen            | Dempsey-Proton Racing |     | 9   | 4   | 6   | 9   | 12  | 37    |
| 14   | Charlie Fagg          | D'Station Racing      | 6   | 7   | Rit | 11  | 3   | 10  | 35    |
| 14   | Satoshi Hoshino       | D'Station Racing      | 6   | 7   | Rit | 11  | 3   | 10  | 35    |
| 14   | Tomonobu Fujii        | D'Station Racing      | 6   | 7   | Rit | 11  | 3   | 10  | 35    |
| 15   | Florian Latorre       | TF Sport              | 2   |     |     |     |     |     | 28    |
| 16   | Oliver Millroy        | Team Project 1        | 3   | 13  | Rit | 10  | 8   |     | 28    |
| 17   | Christoph Ulrich      | AF Corse              | 7   | 11  | 7   | 7   | 10  | 11  | 28    |
| 17   | Simon Mann            | AF Corse              | 7   | 11  | 7   | 7   | 10  | 11  | 28    |
| 17   | Toni Vilander         | AF Corse              | 7   | 11  | 7   | 7   | 10  | 11  | 28    |
| 18   | P. J. Hyett           | Team Project 1        |     |     |     |     |     | 2   | 27    |
| 18   | Gunnar Jeannette      | Team Project 1        |     |     |     |     |     | 2   | 27    |
| 19   | Claudio Schiavoni     | Iron Lynx             | 8   | 8   | Rit | 4   | 11  | 9   | 25    |
| 19   | Giancarlo Fisichella  | Iron Lynx             | 8   | 8   |     | 4   | 11  | 9   | 25    |
| 19   | Matteo Cressoni       | Iron Lynx             | 8   | 8   |     | 4   | 11  | 9   | 25    |
| 20   | Brendan Iribe         | Team Project 1        | 3   | 13  | Rit | 10  |     |     | 24    |
| 21   | Maxwell Root          | Dempsey-Proton Racing |     |     | 4   |     |     |     | 24    |
| 22   | Franck Dezoteux       | Spirit of Race        | Rit | 12  | Rit | 5   | 7   | 13  | 16    |
| 22   | Gabriel Aubry         | Spirit of Race        | Rit | 12  | Rit | 5   | 7   | 13  | 16    |
| 22   | Pierre Ragues         | Spirit of Race        | Rit | 12  | Rit | 5   | 7   | 13  | 16    |
| 23   | Patrick Lindsey       | Dempsey-Proton Racing | 10  | 9   |     | 6   | 9   | 12  | 14    |
| 24   | Davide Rigon          | AF Corse              |     |     |     |     | 4   |     | 12    |
| 25   | Takeshi Kimura        | Team Project 1        |     |     |     |     | 8   |     | 4     |
| 26   | Julien Andlauer       | Dempsey-Proton Racing | 10  |     |     |     |     |     | 2     |
| 27   | Christina Nielsen     | Iron Dames            |     | 10  |     |     |     |     | 1     |
| 27   | Doriane Pin           | Iron Dames            |     | 10  |     |     |     |     | 1     |
| 28   | Alessandro Balzan     | Iron Lynx             |     |     | Rit |     |     |     | 0     |
| 28   | Raffaele Giammaria    | Iron Lynx             |     |     | Rit |     |     |     | 0     |
| Pos. | Pilota                | Team                  | SEB | SPA | LMS | MNZ | FUJ | BHR | Punti |

### Classifiche costruttori

#### Classifica costruttori Hypercar
| Pos. | Costruttore   | SEB | SPA | LMS | MNZ | FUJ | BHR | Punti |
| ---- | ------------- | --- | --- | --- | --- | --- | --- | ----- |
| 1    | Toyota        | 2   | 1   | 1   | 2   | 1   | 1   | 186   |
| 2    | Alpine        | 1   | 2   | 4   | 1   | 3   | 3   | 144   |
| 3    | Glickenhaus   | 3   | 3   | 3   | Rit |     |     | 70    |
| 4    | Peugeot Sport |     |     |     | 4   | 4   | 4   | 42    |
| Pos. | Costruttore   | SEB | SPA | LMS | MNZ | FUJ | BHR | Punti |

#### Classifica costruttori LMGTE
| Pos. | Costruttore | SEB | SPA | LMS | MNZ | FUJ | BHR | Punti |
| ---- | ----------- | --- | --- | --- | --- | --- | --- | ----- |
| 1    | Ferrari     | 4   | 1   | 2   | 2   | 1   | 1   | 269   |
| 1    | Ferrari     | 6   | 3   | 3   | 3   | 2   | 5   | 269   |
| 2    | Porsche     | 1   | 2   | 1   | 4   | 3   | 3   | 257   |
| 2    | Porsche     | 3   | 5   | 4   | 5   | 4   | 4   | 257   |
| 3    | Chevrolet   | 2   | 4   | Rit | 1   | 5   | 2   | 102   |
| Pos. | Costruttore | SEB | SPA | LMS | MNZ | FUJ | BHR | Punti |